# GamePark
Game Park fu una società sudcoreana fondata nel 1996, poi fallita nel marzo del 2007. È responsabile della creazione del GP32 e del mai rilasciato XGP. Dalle sue ceneri, grazie ad un gruppo di ex dipendenti di Game Park, nel 2005 venne fondata la GamePark Holdings, erede morale di GamePark.

## Fondazione
Game Park venne fondata nel 1996 ed entrò in attività grazie ad un concorso statale. Questo mirava al lancio sul mercato di un concorrente nazionale tra i produttori di sistemi di videogiochi portatili: ne uscì vincitrice la neonata società GamePark.
All'epoca i giochi in Corea erano realizzati solo per PC e piattaforme arcade. Dopo la seconda guerra mondiale fu emanata una legge che vietava l'importazione di prodotti elettronici giapponesi. Alcuni cloni delle console giapponesi come la SEGA Saturn (clonata da Samsung) e la Nintendo 64 (clonata da Hyundai) erano detentori di quote di mercato minori. In un luogo in cui la maggior parte dei giochi girava sul PC, quella delle console per videogiochi era considerata una piccola nicchia di mercato. Per cercare di sbloccare questa situazione, il governo sudcoreano decise di finanziare un'azienda, che avrebbe dovuto realizzare una console per competere sul mercato, ora comunque monopolizzato da prodotti giapponesi, anche se indirettamente. Si tenne il concorso e Game Park ne risultò la società vincitrice.
Game Park dovette creare il primo sistema di videogiochi portatile dalla Corea.

## La prima console
Il primo sistema di GamePark fu il GP32 (Game Park 32-bit). Quando vinsero il finanziamento, questo dispositivo era ancora in fase di ideazione. Vennero prototipate diverse versioni della console: avevano un aspetto metallico ed una era stilisticamente ispirata dal design del Game Boy, con display nella parte superiore e pulsanti nella parte inferiore.
| GP32 mark1 - GameBoy like. | GP32 mark2 |
| -------------------------- | ---------- |

Questi sistemi furono mostrati al Tokyo Game Show del 2000. Purtroppo non riuscirono ad attirare l'attenzione come sperato, a causa del loro hardware ormai già superato e di un comparto software (soprattutto i giochi) deludenti. Preso delle critiche ricevute, continuarono lo sviluppo della console. Dopo ormai cinque anni di lavoro, Game Park optò per un aspetto più plastico, molto simile al Game Boy Advance, proponendo altre 2 versioni di design.
| GP32 mark3 | GP32 mark4 |
| ---------- | ---------- |

Rispetto alle versioni preliminari, la versione poi commercializzata ricevette anche un importante aggiornamento hardware, che effettivamente lo portò ad essere più potente del GBA.

## Il lancio
Il GP32 fu lanciato il 23 novembre del 2001 come esclusiva per la Corea. All'uscita erano disponibili 5 titoli.
Inizialmente l'azienda optò per affacciarsi solo sul mercato nazionale, così da cercar di gestire al meglio i costi di produzione. Il risultato fu un piccolo successo.
L'apprezzamento ricevuto derivava -non secondariamente- dalla natura open-source su cui si basava la tecnologia hw/sw del progetto, oltre ad offrire una piattaforma abbastanza potente, capace di supportare la riproduzione audio e video. Con simili premesse, questa specie di palmare risultava interessante agli sviluppatori indipendenti.
A questo punto Game Park commise però un errore: per assicurarsi la possibilità di poter effettuare il porting ufficiali di giochi per PlayStation sulle proprie console, pagò una grossa somma a Sony. Il porting venne gestito da sviluppatori coreani, che però non avevano mai visto una PlayStation prima a causa della sua interdizione in Corea. La conversione del software risultò quindi oltremodo difficile per loro ed alla fine un solo titolo venne adattato (il gioco Princess Maker 2), una simulazione così complicata che non è mai stata tradotta dal Giapponese. In pratica per giocare ad un titolo che doveva essere distribuito solo in Corea, bisognava conoscere il giapponese... Commercialmente fu un flop inevitabile, mentre tutta l'operazione di rebranding dei titoli Sony si concretizzò in un'inutile emorragia finanziaria per la società.

## Specifiche tecniche

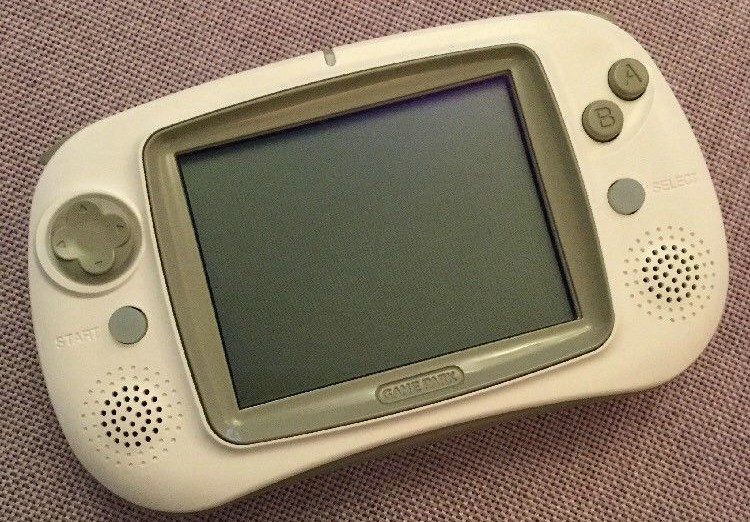
Modello di GP32 presentato all' E3 del 2002

Inizialmente, il GP32 è stato lanciato con uno schermo da 3,5 pollici, 2 pulsanti azione, 2 pulsanti dorsali, 2 pulsanti funzione e 2 altoparlanti integrati per l'audio-stereo. Fisicamente quasi uguale al GBA, ad eccezione di uno schermo più grande, altoparlanti di qualità superiore e una migliore ergonomica che lo rendeva più maneggevolezza.
- Schermo: TFT da 3,5 pollici, colore a 16 bit, 320 × 240 pixel
- Processore: Samsung S3C2400X01 (core ARM920T) 133 MHz
- RAM: 8MB di SDRAM
- ROM: 512KB
- Sonoro: audio-out stereo a 16bit da 44,1 kHz
- Alimentazione: 2 batterie tipo AA o adattatore CC da 3V

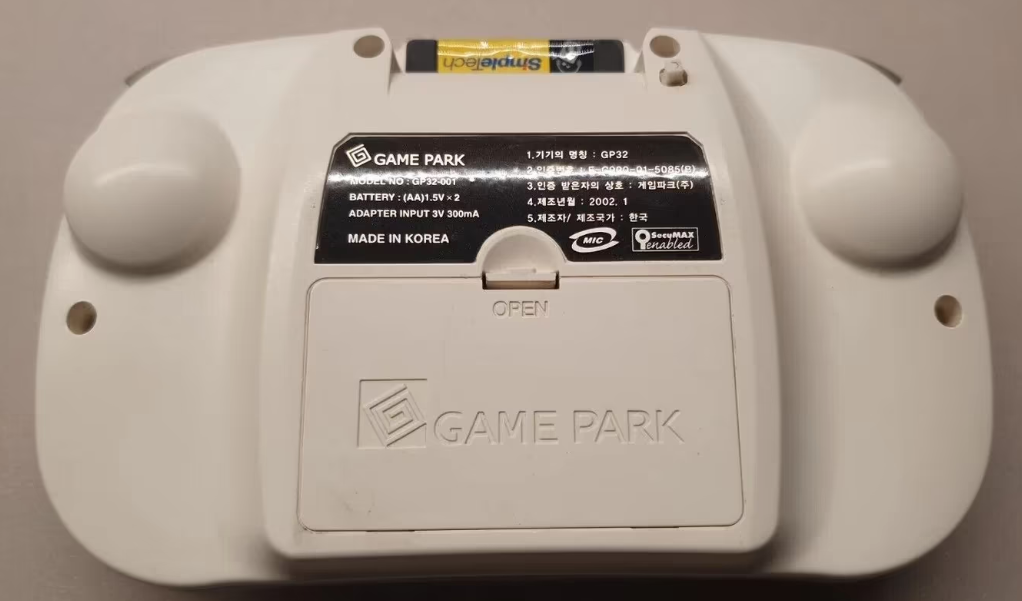
GP32 - bottom view

Oltre alla versione standard, vennero prodotte 4 edizioni speciali:
|  |  |  |  |
|  |  |  |  |

## Diffusione e problemi
Non passò molto tempo prima che i clienti più smaliziati trovassero il modo di "sbloccare" il sistema di GP32: di base il GP32 eseguirebbe solo "software crittografato", ovvero compilato e distribuito esclusivamente da GamePark, ma gli utenti trovarono il modo per "registrare" la propria unità come unità di sviluppo, ottenendo così l'accesso ad una suite di strumenti gratuiti per lo sviluppo di loro propri programmi (homebrew), oltre che alla possibilità di installare sistemi operativi personalizzati. Questo comportò l'azzeramento degli introiti dalla vendita di licenze per i kit di sviluppo, verso gli sviluppatori indipendenti.
Il 1º gennaio 2002 le cose peggiorarono quando il governo della Corea del Sud permise finalmente l’importazione di prodotti elettronici giapponesi. Incapace di competere neppure localmente contro la potente avanzata di Game Boy e tutto il resto della concorrenza nipponica, Game Park iniziò ad esportare il GP32 in Asia, oltre ad iniziare ad organizzare la diffusione in Europa.
Alla fine del 2002, la libreria dei giochi iniziò finalmente a diventare interessante, con 13 giochi disponibili e altri 4 giochi destinati a essere rilasciati nelle successive settimane. Per dare un secondo respiro al suo palmare, Game Park ha rilasciato la sua prima revisione hardware: principalmente per cercare di risolvere la mancanza di luminosità dello schermo. Soprannominata FLU (per Front Lighted Unit), l'unità non presentava altri miglioramenti rispetto all'originale GP32. Invece di creare nuovo hardware da zero, Game Park ha subappaltato a Hahotech la responsabilità di modificare l'unità GP32 esistente aggiungendo una luce anteriore. Ciò ha comportato una cornice del display rialzata rispetto alla versione originale.
A quanto pare, i siti-web coreani dedicati a questi prodotti non promossero mai adeguatamente il GP32, piuttosto rimasero sempre abbastanza focalizzati sull'ecosistema Nintendo, ormai alla ribalta con il Game Boy Advance.

## Ambizioni
Il 2002 è stato un anno di buone notizie per Game Park. In primavera i vertici di Game Park si recarono in tournée in Francia, per discutere di questioni editoriali con Infogrames ed Atari. La visita mirava a concludere una joint-venture per lanciare il GP32 in Nord America rimarchiata come Atari. Il contratto prevedeva di piazzare un milione di sistemi oltre a nuovi giochi realizzati da Atari ed Eidos. Alcuni di quei giochi sarebbero stati Deus Ex o anche la serie Tomb Raider.
Game Park ha anche annunciato la realizzazione di una varietà di accessori per il GP32, tra cui un modulo televisivo, un lettore flash e un modulo RF per giochi multi-player wireless, ecc...
A maggio, il GP32 fu presentato all'E3 2002 dove ricevette il soprannome di "mini Xbox" per le sue capacità multimediali. Viene annunciato anche un nuovo prodotto, il GPI, un lettore multimediale, con supporto ai files DivX. Questo consisteva in un GP32 in grado di funzionare come un telefono cellulare ed un PDA, oltre che una console per videogiochi.
Alla fine di agosto dello stesso anno, all'ECTS a Londra, Game Park annuncia nuovi giochi ed il lancio del GP32 in Europa e che sarebbe stata disponibile nel Regno Unito per quello stesso Natale.
Nel 2002 venne lanciato anche JoyGP, un sito web per scaricare giochi per GP32, sia gratuiti che a pagamento. Game Park organizzò un concorso chiamato ADIC, una competizione che avrebbe premiato il miglior gioco open-source presentato per GP32. Vennero messi in palio 3 kit di sviluppo, ma alla fine ne venne assegnato solo uno, per il porting del gioco Tie Break Tennis, che finì comunque in fretta nel dimenticatoio.
Alla fine del 2003, la GP32 era ancora molto indietro rispetto alla GBA. Con solo altri 4 nuovi giochi rilasciati nel 2003 (per un totale di 25 giochi), la console fu praticamente un fallimento. L'unico fattore salvifico stette nella sua natura open source. Sebbene piccola, la scena dell'homebrew era molto attiva.
In un ultimo disperato tentativo di rendere il sistema più attraente, Game Park ha rilasciato a metà del 2004 una nuova versione del GP32 chiamata GP32 BLU per Back Lighted Unit.
Alla fine del 2004 furono rilasciati sui sistemi 3 nuovi giochi e, sebbene molto piccola, la richiesta per il GP32 era ancora lì.
Alla fine del 2004 è stata effettuata un'ultima revisione dell'hardware, sostituendo lo schermo LCD con un modello diverso che però ha comportato incompatibilità con alcuni giochi e applicazioni.

## Concorrenza
Nel 2003, la linea Game Park non era ancora stata lanciata in Europa o Nord America.
La software-house Team 17, lo sviluppatore di Worms, si è offerto di trasferire gratuitamente i propri giochi direttamente sul GP32. Sebbene la maggior parte delle aziende richiedesse supporto finanziario, il Team 17 ha chiesto solo due unità GP32 per testare i propri giochi. Game Park ha rifiutato.
Nel luglio 2003, GP32News, un sito web di notizie francese per la GP32, ha preso un'iniziativa personale per mostrare e pubblicizzare la GP32 al Japan Expo in Francia. Game Park ha rifiutato di finanziare il sito, il che avrebbe contribuito a dare una spinta pubblicitaria al GP32.
All'evento Games Convention in Germania in agosto, il GP32 è stato annunciato con un lancio europeo per le vacanze del 2003. Sono stati contattati numerosi distributori per vendere il sistema, nonché i primi editori di giochi europei per iniziare lo sviluppo.
La società incaricata della distribuzione del GP32, Mitsui (una società molto nota in Giappone), ha abbandonato Game Park in favore di una società più grande, Sony. Mitsui, che non ricevette alcuna replica da GamePark, accolse l'incarico di Sony per la distribuzione della PSP in Europa.

## Decesso
Non essendo mai riuscita a conquistare neppure il mercato nazionale coreano, Game Park è stata costretta a competere direttamente con Nintendo sul mercato internazionale. A poco è valso il primo anno di operatività, durante il quale i prodotti giapponesi erano ancora soggetti ad embargo. La concorrenza godeva già marchi affermati e, cosa più importante, un'impressionante schiera di sviluppatori di giochi. Forse la storia avrebbe potuto essere diversa per Game Park: la strategia di rebranding, ovvero quella di offrire giochi PlayStation sul GP32, se gestita con tempismo, avrebbe effettivamente potuto essere valida. Allora PlayStation non era disponibile in Corea, questo avrebbe potuto essere un enorme vantaggio per il dispositivo. In questo progetto investirono molto per le licenze che gli avrebbero permesso il porting di titoli per PS1, che allora non erano disponibili sul territorio. Purtroppo non considerarono che per gli sviluppatori era molto, troppo difficile procurarsi delle PlayStation su cui lavorare. L'unico team di sviluppo ufficiale, interno a GamePark, alla fine concretizzò un solo titolo adattato per GP32 (e pure in modo improponibile, in quanto non tradotto dal giapponese), a fronte di un sacco di soldi spesi per non avere nulla in mano. Se il piano avesse avuto successo o se avessero invece utilizzato i soldi per creare giochi originali, nuovi titoli esclusivi, il GP32 avrebbe potuto avere una possibilità. Ma con appena 5 giochi all'uscita e 28 alla fine della sua vita, il GP32 non ha mai goduto di un'offerta convincente, che avrebbe potuto attrarre i giocatori a passare a questa console.
Visto che l'utenza di GP32 era ormai principalmente costituita da sviluppatori indipendenti, quindi fuori dalla sfera d'interesse commerciale di GamePark, decisero di abbandonare definitivamente la console nel 2005. Per poi non riuscire mai a concretizzare il suo successore.
Nel 2005, per un serie di pesanti disaccordi sulla direzione generale di GamePark, relativamente al nuovo sistema, diverse persone dello staff (inclusi tutti gli ingegneri di GP32 ad eccezione di uno) lasciarono la compagnia. Questo segnò in modo tangibile le possibilità di sviluppo tecnico della società nel breve termine.
Gli utenti di GP32 dovettero aspettare l'iniziativa di Gamepark Holding, una nuova società fondata da ex dipendenti di GamePark, prima di trovare una nuova console che portasse avanti l'eredità di GP32, questa era la nuova GP2x. Questa nuova console venne ideata cercando di far tesoro delle critiche e dagli errori fatti in GamePark, realizzando questa volta una console aggiornata e discretamente performante, completamente open source sia nell'hardware che nel software, con sistema operativo Linux e sarebbe dedicata direttamente alla comunità dedita allo sviluppo di software homebrew. Conseguentemente, dalla casa madre, nessun gioco sarebbe poi mai stato sviluppato per questo genere di handheld game console.

## Oggi
La GP32 conobbe un piccolo successo anche in Europa. Il Nord America non ha mai ufficialmente visto la GP32, se non per iniziativa di qualche sparuto negozio sul web.
All'inizio del 2005, il manipolo di ex dipendenti usciti da GamePark, fondarono GamePark Holdings (GPH), società che si pose in diretta concorrenza con la prima. La GamePark Holdings parlò con i distributori e gli sviluppatori di GP32 per determinare le specifiche per la nuova macchina e come doveva essere promossa. GPH rilasciò con successo la console portatile GP2X immediatamente nel novembre 2005, la GP2X Wiz nell'aprile 2009 e la GP2X Caanoo nell'agosto 2010, che fu il loro ultimo prodotto.
Nel 2006, l'originale Game Park annunciò ufficialmente l'XGP, il successore del GP32. Hanno anche annunciato l'XGP-Mini, una versione più piccola dell'XGP con metà della RAM. Successivamente, hanno annunciato l'XGP-Kids, una riprogettazione del GP32, con lo stesso hardware ad un prezzo inferiore per i giocatori più giovani. Nessuna di queste console è stata però mai effettivamente rilasciata.
Nel marzo 2007 Game Park ha dichiarato bancarotta.